# Franz Rogowski
Franz Rogowski (Friburgo in Brisgovia, 2 febbraio 1986) è un attore tedesco.

## Biografia
Nato a Friburgo in Brisgovia in una famiglia borghese da padre pediatra e madre casalinga, Rogowski cresce a Tubinga. È nato con un labbro leporino, poi chiuso chirurgicamente, fattore che gli ha donato la sua parlata caratteristica. È nipote da parte di madre di Michael Rogowski, presidente della Bundesverband der Deutschen Industrie dal 2001 al 2004. Da giovane ha studiato danza e ha lavorato per mantenersi come corriere in bicicletta, per poi recitare a teatro da autodidatta. Ha calcato vari palcoscenici nazionali fino a quello del Schaubühne di Berlino, lavorando come ballerino e coreografo.
È stato scoperto dal regista Jakob Lass, che l'ha fatto esordire al cinema nel 2011 con una piccola parte nel suo film Frontalwatte, affidandogli poi il ruolo del protagonista nel successivo Love Steaks (2013), grazie al quale si è fatto notare. Da questi ultimi film, quasi completamente improvvisati, è passato poi a Victoria (2015), girato invece in un unico piano sequenza. A partire dalla stagione 2015/2016, è membro permanente del gruppo teatrale del Münchner Kammerspiele. Interpreta poi il figlio di Isabelle Huppert nel film di Michael Haneke Happy End, dove viene doppiato in francese.
Nel 2018 recita ne La donna dello scrittore di Christian Petzold, al fianco di Paula Beer, e in Un valzer tra gli scaffali, per il quale vince il Deutscher Filmpreis al miglior attore. Lo stesso anno, è tra i 10 giovani attori europei più promettenti a ricevere lo Shooting Stars Award al festival di Berlino. Dopo essere apparso l'anno seguente nel film di produzione internazionale La vita nascosta - Hidden Life, diretto da Terrence Malick, ritrova Beer e la regia di Petzold in Undine - Un amore per sempre. Nel 2021 prende parte a Freaks Out, film italiano diretto da Gabriele Mainetti.

## Filmografia

### Cinema
- Frontalwatte, regia di Jakob Lass (2011)
- Love Steaks, regia di Jakob Lass (2013)
- Victoria, regia di Sebastian Schipper (2015)
- Uns geht es gut, regia di Henri Steinmetz (2015)
- Tiger Girl, regia di Jakob Lass (2017)
- Happy End, regia di Michael Haneke (2017)
- Fikkefuchs, regia di Jan Henrik Stahlberg (2017)
- Figaros Wölfe, regia di Dominik Galizia (2017)
- Lux: Krieger des Lichts, regia di Daniel Wild (2018)
- La donna dello scrittore (Transit), regia di Christian Petzold (2018)
- Un valzer tra gli scaffali (In den Gängen), regia di Thomas Stuber (2018)
- Ich war zuhause, aber, regia di Angela Schanelec (2019)
- La vita nascosta - Hidden Life (A Hidden Life), regia di Terrence Malick (2019)
- Undine - Un amore per sempre (Undine), regia di Christian Petzold (2020)
- Große Freiheit, regia di Sebastian Meise (2021)
- Freaks Out, regia di Gabriele Mainetti (2021)
- Luzifer, regia di Peter Brunner (2021)
- Disco Boy, regia di Giacomo Abbruzzese (2023)
- Passages, regia di Ira Sachs (2023)
- Lubo, regia di Giorgio Diritti (2023)
- Bird, regia di Andrea Arnold (2024)

### Televisione
- Polizeiruf 110 – serie TV, episodio 43x08 (2014)
- Besuch für Emma, regia di Ingo Rasper – film TV (2015)

## Riconoscimenti
- 2018 – Deutscher Filmpreis[5]
  - Miglior attore per Un valzer tra gli scaffali
- 2018 – Festival di Berlino[6]
  - Shooting Stars Award
- 2019 - Florida Film Critics Circle Awards[8]
  - Candidatura al miglior attore per La donna dello scrittore
- 2021 – Torino Film Festival
  - Miglior attore per Große Freiheit
- 2022 – David di Donatello
  - Candidatura al miglior attore protagonista per Freaks Out
- 2023 - Gotham Independent Film Awards
  - Candidatura per la miglior interpretazione protagonista per Passages
- 2023 - New York Film Critics Circle Awards
  - Miglior attore protagonista per Passages
- 2023 - Independent Spirit Awards
  - Candidatura per la miglior interpretazione protagonista per Passages
- 2024 – Satellite Award
  - Candidatura per il miglior attore in un film drammatico per Passages

## Doppiatori italiani
Nelle versioni in italiano nelle opere in cui ha recitato, Franz Rogowski è stato doppiato da:
- Simone Crisari ne La donna dello scrittore, Undine - Un amore per sempre, Passages, Bird
- Marco Vivio in Un valzer tra gli scaffali
- Paolo Vivio in Happy End